# Martin-Luther-Krankenhaus (Wattenscheid)

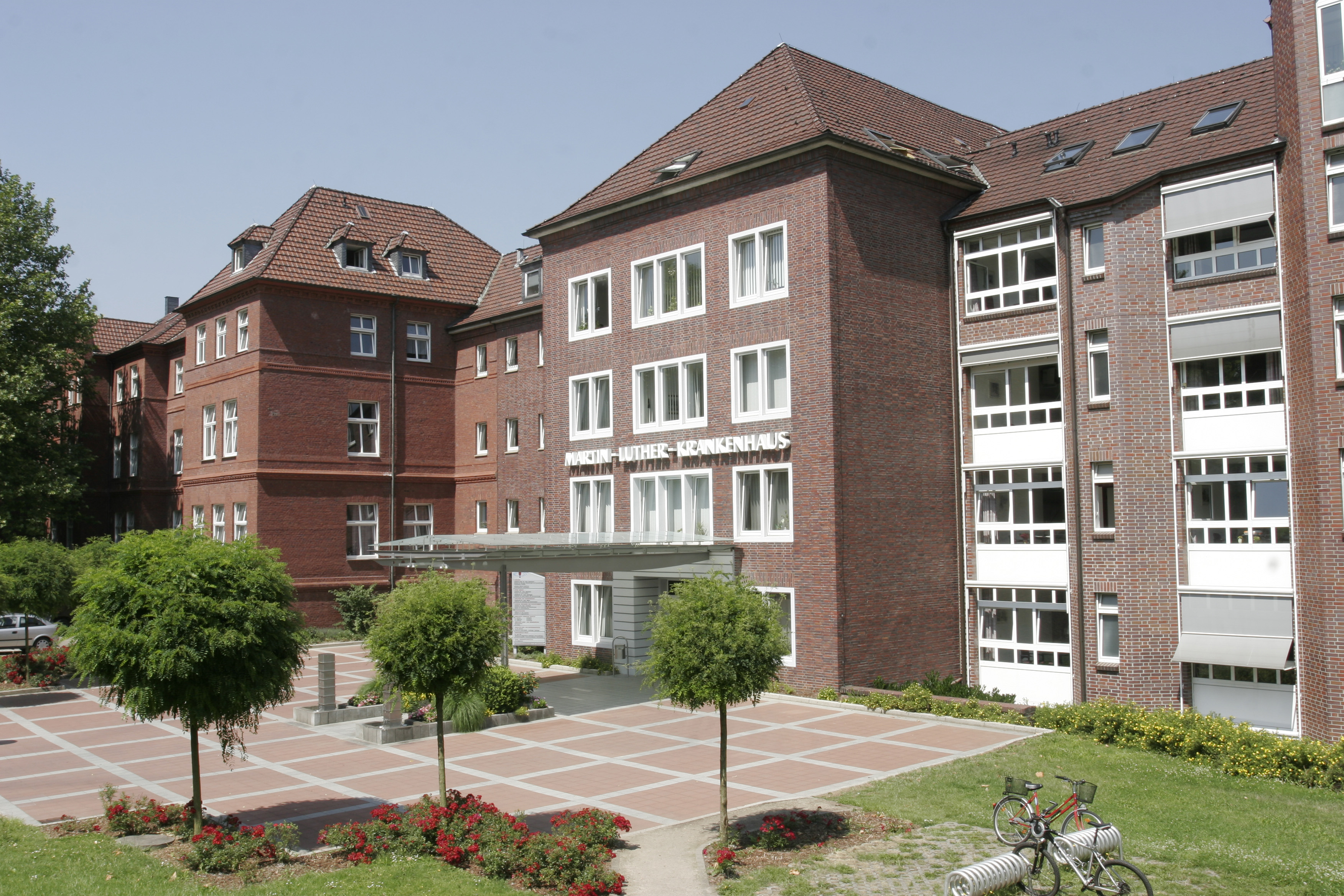
Haupteingang mit altem Gebäudeteil von 1890.

Das Martin-Luther-Krankenhaus ist eines von zwei Krankenhäusern im Stadtbezirk Wattenscheid von Bochum. Seitdem sich das benachbarte Marien-Hospital Wattenscheid im Jahre 1997 auf die Geriatrie (Akut- und Rehabehandlung) spezialisierte, ist es das einzige Krankenhaus in Wattenscheid, das eine stationäre Grundversorgung für die unten genannten Fachdisziplinen anbietet.

## Geschichte
Das Haus stammt aus dem Jahre 1886.
Am 22. November 2011 wurde das Krankenhaus mit dem BUND-Gütesiegel „Energie sparendes Krankenhaus“ ausgezeichnet.

## Struktur
Das Haus verfügt über 298 Betten nach §§ 108, 109 SGB V, darunter allein 126 Betten im Bereich der Psychiatrie. Es besitzt die Fachabteilungen Anästhesie/Intensivmedizin, Augenheilkunde (Belegabteilung) mit 4 Betten, Unfall-, Allgemein- und Visceralchirurgie mit 77 Betten, Innere Medizin mit 91 Betten (inkl. Gastroenterologie und Kardiologie) und Psychiatrie inkl. einer psychiatrischen Tagesklinik.
Die Augenheilkunde bietet ein Zentrum für Hornhaut-Transplantationen. Zu den hier entwickelten Behandlungsverfahren zählen die „Tiefe lamelläre Keratoplastik“ und die „Live Epikeratophakie“.
Die psychiatrische Abteilung umfasst zwei allgemeinpsychiatrische Stationen, eine psychotherapeutische Station, eine gerontopsychiatrische Station, eine Station für die qualifizierte Akutbehandlung Drogenabhängiger, eine weitere Station für die qualifizierte Entzugsbehandlung alkoholabhängiger und bzw. oder medikamentenabhängiger Patienten und eine Tagesklinik.
Die Klinik versorgt jährlich etwa 8.000 Patienten stationär und etwa 15.000 Patienten ambulant. Im Haus arbeiten etwa 700 Beschäftigte, davon über 250 Mitarbeiter im Pflegedienst. Frei-gemeinnütziger Träger des Hauses ist die Martin-Luther-Krankenhaus gGmbH. Im Frühjahr 2019 wurde das Martin-Luther-Krankenhaus aus der Trägerschaft des Diakoniewerksverbundes GmbH und Diakoniewerks Gelsenkirchen und Wattenscheid e. V. entlassen und ins Katholische Klinikum Bochum integriert.